# Paul von Oubril

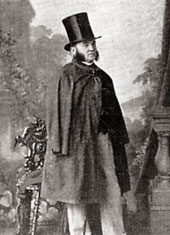
Paul von Oubril

Paul von Oubril, auch Paul d'Oubril, eigentlich Pawel Petrowitsch Ubri, russisch Павел Петрович Убри (* 4. November 1818; † 6. Februar 1896 in Neapel) war ein russischer Diplomat. 

## Leben
Oubril stammte aus einer ursprünglich französischen, katholischen Familie und war der Sohn des russischen Diplomaten Peter von Oubril. Er trat in den russischen diplomatischen Dienst ein und wurde 1848 Gesandtschaftssekretär in Wien. Hier war er Mitarbeiter von Alexander Michailowitsch Gortschakow und stieg bis zum Rang eines ersten Botschaftsrates auf. 1853 nahm er an der Wiener Konferenz teil, die erfolglos den Krimkrieg zu verhindern suchte. Nach dem Ende des Krimkriegs ließ er sich nach Paris versetzen. Hier lernte er 1862 Otto von Bismarck kennen, der ein halbes Jahr lang Preußen als Gesandter in Paris vertrat. Beide Männer entwickelten, so zeitgenössische Darstellungen, zunächst ein warmes Freundschaftsverhältnis zueinander; später, so Friedrich von Holstein, soll Bismarck allerdings erbittert über Oubril gewesen sein.

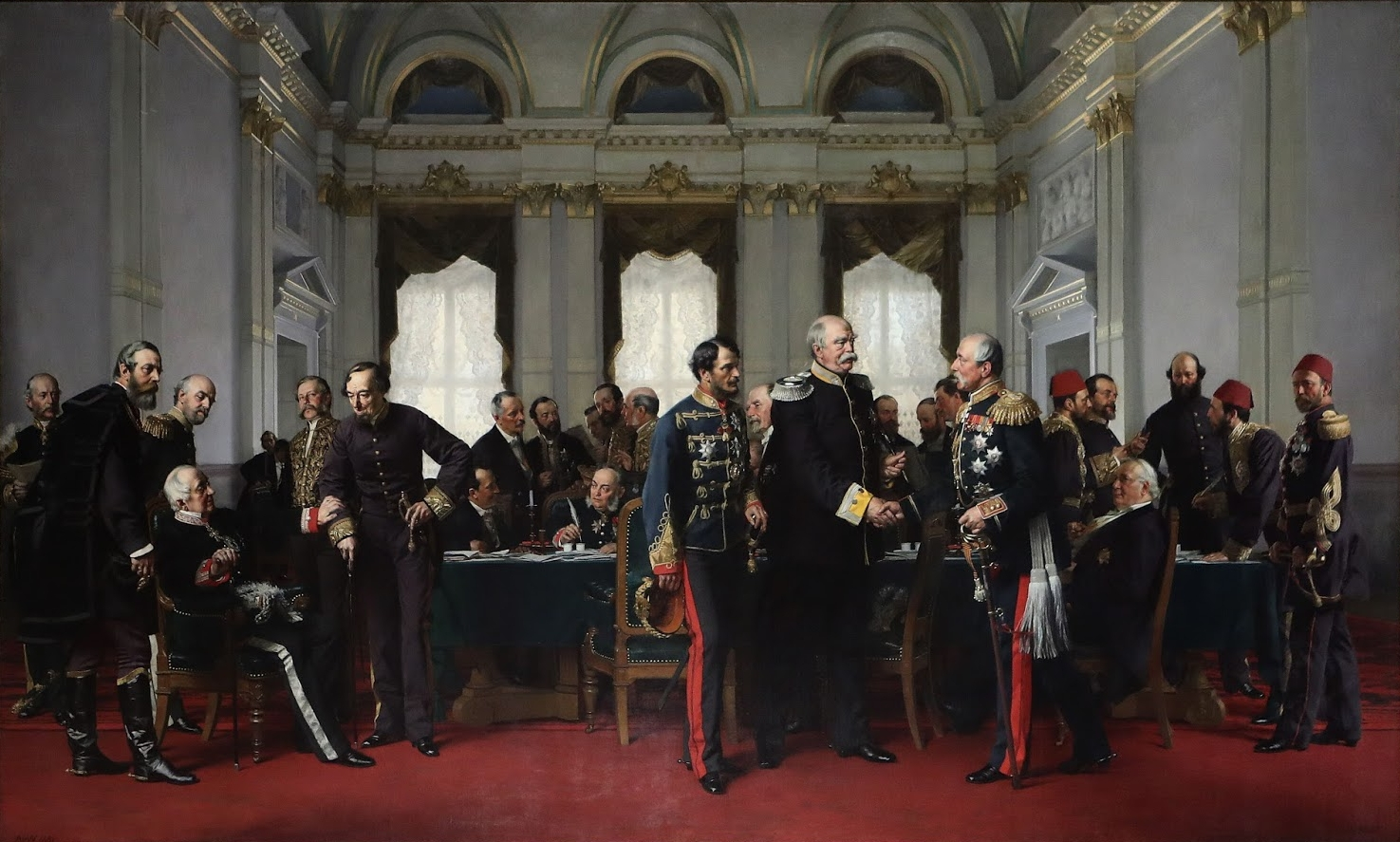
Berliner Kongress (Gemälde von Anton von Werner, 1881, 3,60 × 6,15 m im Berliner Rathaus): Paul von Oubril in der Mitte sitzend, mit einer Feder in der Hand

Am 24. Januar 1863 wurde Oubril als Nachfolger seines Schwagers Andreas Feodorowitsch von Budberg-Bönninghausen als Botschafter Russlands am preußischen Hof sowie für Mecklenburg-Schwerin und Mecklenburg-Strelitz akkreditiert. Nach Bildung des Norddeutschen Bundes vertrat er Russland ab dem 12. Februar 1868 auch dort. Am 12. Dezember 1869 vertrat er den Zaren bei einem Diner in Berlin aus Anlass der Verleihung des Großkreuzes des St. Georgsordens an den preußischen König Wilhelm I. Oubrils Trinkspruch auf diesem Diner, in dem er betonte: Man werde darin aber auch, und zwar mit Recht, ein neues Pfand der Bande erblicken, welche zwischen den beiden Souveränen, den beiden Völkern und den beiden Armeen bestehen, ein Pfand, welches den Interessen beider Länder und den Interessen Europa's entspräche, galt in der Öffentlichkeit als klares Zeichen, dass Russland sich der Machtpolitik Preußens nicht entgegenstellen würde. Nach dem Ende des bald darauf folgenden Deutsch-Französischen Krieges und der Ausrufung des Deutschen Reiches wurde Oubril am 30. Dezember 1871 erster Botschafter Russlands beim Deutschen Reich. Aus Anlass des Dreikaisertreffens im September 1872 wurden er und der österreichische Botschafter Alajos Károlyi gemeinsam von Kaiser Wilhelm mit dem Schwarzen Adlerorden ausgezeichnet, was zu einem Zornausbruch bei dem vorher nicht konsultierten Bismarck (der lediglich Vasen als Geschenk vorgesehen hatte) und zum Rücktritt von Hermann von Thile führte. Oubril war einer der Vertreter Russlands beim Berliner Kongress 1878. Infolge der Ohrfeigenbrief-Affäre im Herbst 1879 verlor er jedoch seinen Posten und wurde nach Russland zurückberufen.
Schon Anfang 1880 erhielt er eine neue Berufung als Botschafter am K.u.k Hof in Wien. Von Wien aus führte er Verhandlungen mit Kardinalstaatssekretär Lodovico Jacobini, um Differenzen zwischen dem Russischen Reich und dem Vatikan zu klären. Am 31. Oktober 1880 konnte er einen Präliminarvertrag über die Ernennung katholischer Bischöfe und Ausbildung der Seminaristen in Russland abschließen. 1882 wurde er zurückberufen und zum Mitglied des Russischen Staatsrats ernannt. 
Er starb 1896 in Neapel.

## Auszeichnungen
- Schwarzer Adlerorden (10. September 1872)